# Mạc Tây Tử Thi
Mạc Tây Tử Thi (sinh ngày 28 tháng 4 năm 1979), tên chữ Hán là Mạc Xuân Lâm, là một nhạc sĩ, ca sĩ người Dân tộc Di (Yi), sinh ra tại Lương Sơn, tỉnh Tứ Xuyên, Trung Quốc Đại Lục. Năm 2008, bài hát "Đừng sợ" được anh sáng tác, và sau đó đưa vào album "Hắc Ưng Chi Mộng" của nhóm nhạc tên Di Tộc Sơn Ưng. Năm 2014, trong "Những bài hát hay của Trung Quốc", bài hát được phổ theo bài thơ của Du Tâm Tiều (Yu Xinshao) "Có chết, nhất định phải chết trong tay nàng" được các huấn luyện viên ca ngợi và phổ biến. Ngày 1 tháng 9 cùng năm, album solo đầu tiên "Nguyên Dã" đã được phát hành.

## Sáng tác âm nhạc

### Album
| Tên album     | Thời gian phát hành | Ngôn ngữ         | Theo dõi album |
| ------------- | ------------------- | ---------------- | --- |
| Miền hoang dã | 01-09-2014          | Tiếng Dân tộc Di | 1. Diều hâu 2. Ve sầu đã kêu ba ngày 3. Vết bớt 4. Chợ 5. Bài hát của mẹ 6. Ném gà 7. Nơi hoang dã 8. Mất rừng 9. Mặt trăng và biển 10. Những ngôi sao là đôi mắt trên con đường đêm 11. Tư niệm 12. Núi Loa Kế (Luoji) |

| Tên album           | Thời gian phát hành | Ngôn ngữ         | Theo dõi album |
| ------------------- | ------------------- | ---------------- | --- |
| Mặt trăng rất trắng | 2018-06             | Tiếng dân tộc Di | 1. Xa 2. Chúng ta là tất cả 3. Miền Nam giống như Shakespeare 4. Vài lời về lễ hội đốt đuốc của Tộc Di và sự phát triển của thế giới. 5. Bàng hoàng 6. Đâu Kê 7. Ve sầu chỉ gọi tôi ba ngày 8. Hồi 9. Ánh trăng rất trắng 10. MOMA 11. Đừng sợ & A Kiệt Khách |

### ĐĨA ĐƠN
| Tên bài hát                                     |
| ----------------------------------------------- |
| Nếu có chết, nhất định phải chết trong tay nàng |
| Khi gió thổi qua đây, từ nơi quê nhà rất xa     |
| Bàng hoàng                                      |
| Bỏ thành phố trở về quê nuôi chó                |
| Ai đó trên đường đang nói về quê hương xa xôi   |
| Làng mùa đông                                   |
| Hướng của đám mây                               |
| Đừng sợ & A Kiệt Khách                          |
| Vạn Vật                                         |

### Các sáng tác cho nghệ sĩ khác
| Tên bài hát                                                      | Ca sĩ    | Album            | Ngày phát hành |
| ---------------------------------------------------------------- | -------- | ---------------- | -------------- |
| Đừng sợ                                                          | Vaqiyi   | Hắc Ưng Chi Mộng | 15/04/2009     |
| "Khi gió thổi qua đây, quê hương rất xa" (tập phim " Sweet 18 ") | Đậu Duy  |                  |                |
| "A Mô A Cáp" (tập phim " Sweet 18 ")                             | Đậu Duy  |                  |                |
| Dẫn tử hồn quy mạn mạn                                           | Cát Kiệt | Tự Thâm Thâm Xứ  | 03/03/2013     |

## Kỷ lục giải thưởng

### Giải thưởng âm nhạc truyền thông Trung Quốc
- 2014 - Album nhạc cụ hay nhất năm lần thứ 15: "Thiên Cung Đồ" - Đề cử
- 2014 - Album nhạc quốc gia / thế giới / thế kỷ mới hay nhất lần thứ 15 năm 2014 - "Đoạt Giải"
- 2014 - Giải thưởng nghệ sĩ nhạc dân gian hay nhất năm - Đề cử
- 2014 - Thiết kế album xuất sắc lần thứ 15 năm 2014 "Nguyên Dã" - (đề cử)
- 2014 - Nhà sản xuất xuất sắc - năm 2014 "Nguyên Dã" - Đề cử.
- 2014 - Nhà soạn nhạc xuất sắc lần thứ 15 - "Nếu có chết, nhất định phải chết trong tay nàng" - Đoạt Giải
- 2014 - Nghệ sĩ thường niên lần thứ 15 năm 2014 - Đề cử
- 2014 - Bài hát tiếng phổ thông hàng năm lần thứ 15 - "Nếu có chết, nhất định phải chết trong tay nàng" (chiến thắng)
- 2014 - Thu âm hay nhất năm lần thứ 15: "Nguyên Dã" (đề cử)

### Giải thưởng âm nhạc A Bi Lộc
- Nghệ sĩ mới nổi - năm 2015 (Đoạt giải)
- Đĩa đơn phổ biến nhất - năm 2015 "Nếu có chết, nhất định phải chết trong tay nàng" (Đoạt giải)
- Album thường niên lần xuất sắc nhất - năm 2015 "Nguyên Dã" (Đoạt giải)
- Album được yêu thích nhất năm 2015 "Thiên Cung Đồ" (Đoạt giải)
- Album thường niên xuất sắ nhất năm 2015 "Thiên Cung Đồ" (Đoạt giải)

### Giải thưởng âm nhạc độc lập Hà Mễ
- Mười nhân vật mới xuất sắc năm 2015 (Đoạt giải)
- 20 hit hàng đầu năm 2015, "Nếu có chết, nhất định phải chết trong tay nàng" (Đoạt giải)
- Nhà soạn nhạc xuất sắc nhất năm 2015, "Nếu có chết, nhất định phải chết trong tay nàng" (Đoạt giải)
- Bìa album đẹp nhất năm 2015 "Nguyên Dã" (Đoạt giải)
- Mười album hay nhất năm 2015 "Nguyên Dã" (Đoạt giải)
- Phối khí xuất sắc nhất năm 2015 "Mặt trăng và biển" (Đoạt giải)

### Giải thưởng giai điệu vàng Trung Quốc
- Top 10 ca khúc tiếng phổ thông năm 2015 - album "Nguyên Dã" (Đoạt giải)

### Giải thưởng Midi Trung Quốc
- Giải thưởng âm nhạc dân gian hay nhất năm 2014 (Đoạt giải)
- Giải thưởng thiết kế album hay nhất năm 2014 "Nguyên Dã" (Đoạt giải)
- Ca sĩ nam và nhạc rock thường niên hay nhất năm 2014 (Đề cử)